# Аширбай, Канат Нурланулы
Канат Нурланулы Аширбай (каз. Қанат Нұрланұлы Әшірбай; 9 апреля 1994, Алгабасский район, Южно-Казахстанская область, Казахстан) — казахстанский футболист, защитник клуба «Мактаарал».

## Клубная карьера
Футбольную карьеру начинал в 2012 году в составе клуба БИИК в первой лиге.
Летом 2021 года подписал контракт с казахстанским клубом «Ордабасы». 12 сентября 2021 года в матче против клуба «Кайрат» дебютировал в казахстанской Премьер-лиге (2:1).

## Клубная статистика
| Игровая карьера | Игровая карьера | Игровая карьера | Лига | Лига | Кубок | Кубок | Межд. | Межд. | Др. | Др. |
| --------------- | --------------- | --------------- | ---- | ---- | ----- | ----- | ----- | ----- | --- | --- |
| 2018            | Кыран           | Б               | 28   | 2    | 2     | 0     | —     | —     | —   | —   |
| 2018            | Кыран-М         | В               | 1    | 0    | —     | —     | —     | —     | —   | —   |
| 2019            | Кыран           | Б               | 15   | 0    | —     | —     | —     | —     | —   | —   |
| 2019            | Кыран-М         | В               | 4    | 1    | —     | —     | —     | —     | —   | —   |
| 2020            | Кыран           | Б               | 12   | 2    | —     | —     | —     | —     | —   | —   |
| 2021            | Кыран           | Б               | 9    | 1    | 2     | 0     | —     | —     | —   | —   |
| 2021            | Ордабасы        | А               | 1    | 0    | 2     | 1     | —     | —     | —   | —   |
| 2021            | Ордабасы U-21   | В               | 2    | 0    | —     | —     | —     | —     | —   | —   |
| 2022            | Яссы            | Б               | 11   | 3    | 3     | 1     | —     | —     | —   | —   |